# Molva molva
Espèce
Synonymes
- Gadus molva Linnaeus, 1758[1]
- Gadus raptor Nilsson, 1832[1]
- Lota mola Moreau, 1881[1]
- Molva linnei Malm, 1877[1]
- Molva vulgaris Fleming, 1828[1]

Molva molva, couramment appelée Lingue blanche, Lingue franche ou Grande lingue voire improprement nommée « Julienne » (qui est normalement l'un des noms de la lingue bleue), est une espèce de poissons marins de la famille des Lotidae, pêchée et commercialisée depuis quelques décennies.
Ce grand poisson peut être parfois pêché à faible profondeur, mais sa biologie et son écologie sont encore très mal connues. C'est l'une des nombreuses espèces de poissons que l'on pêche de manière plus intensive, au chalut surtout, depuis la fin des années 1970, le plus souvent sur les zones où les reproducteurs se rassemblent pour la ponte.
Ce poisson peut être confondu avec d'autres espèces proches comme la lingue bleue ou la lingue espagnole.

## Description
- Corps allongé, en forme de lame épaisse, ocre à brunâtre sur le dessus, blanc sur le dessous ;
- grand barbillon sous le menton ;
- taille : au moins jusqu'à 2 m de long (mais généralement autour de 1,50 m pour les grands adultes pêchés) ;
- reproduction de mars à juillet.

## Habitat et répartition géographique

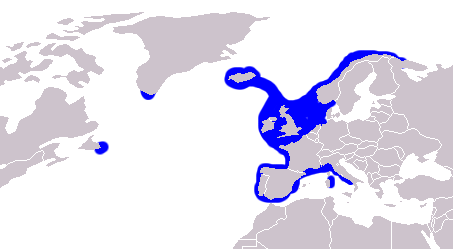
Répartition connue

Son habitat est mal connu, mais ce poisson est régulièrement pêché dans les chaluts démersaux en Méditerranée et Atlantique jusqu'en zone subtropicale à d'assez grandes profondeurs. Il a été trouvé de 15 à 600 m de fond. Les scientifiques ne disposent néanmoins pas de données suffisantes pour préciser l’extension géographique de cette espèce et donc pour évaluer l'étendue du stock de ce poisson.

## Pêche
La lingue franche a commencé à être significativement pêchée et commercialisée dans les années 1960, avec l'apparition de pêches profondes.

## État des populations, pressions et menaces
L'âge des populations de lingues est très difficile à établir. En évaluer l'état des stocks halieutiques sur la base de la pyramide des âges des populations trouvées est donc encore impossible. Ce poisson est considéré par tous les experts (Ifremer, CIEM…) comme vulnérable à très vulnérable à la surexploitation par surpêche. Ses populations sont jugées peu résilientes, pour plusieurs raisons dont :
- sa croissance qui est lente ;
- son âge de reproduction qui apparait tardivement ;
- sa sensibilité aux agents polluants qui diminuent ses capacités reproductrices (perturbateurs endocriniens, munitions immergées, déchets en mer…).

## Mesures de protection
Aucune mesure ne semble envisagée à ce jour. En 2008, quelle que soit la zone où elle était exploitée, l'espèce ne bénéficiait ni d'une quelconque protection ni d'objectif de gestion spécifique. Selon l'Ifremer, les experts  estimaient en 2006 qu'il fallait - pour une espèce proche, la lingue bleue -  stopper la pêche la ciblant, et quand c'est une prise accessoire, imposer des fermetures temporaires (saisonnières) de pêche de manière à reconstituer ses populations.